# Mālpils
Mālpils (deutsch Lemburg) ist ein Ort in Lettland, rund 50 Kilometer nordöstlich von Riga. Von 2009 bis 2021 war Mālpils das Zentrum eines gleichnamigen Bezirks, der anschließend im Bezirk Sigulda aufging.

## Geografie
Neben dem Hauptort liegen noch die Dörfer Sidgunda (459 Einwohner), Upmalas (157 Einwohner), Vite (52 Einwohner) und Bukas (39 Einwohner) in der Gemeinde. Die übrigen der 4039 Einwohner (Stand 2009) leben auf Einzelgehöften oder in kleineren Siedlungen.
Die Flüsse Mergupe und Suda fließen in der Gemeinde zur großen Jugla zusammen. Auf dem 220,9 km² großen Territorium befinden sich mehrere Sumpfgebiete mit mehr als 1000 Hektar.

## Geschichte
Zwischen 1386 und 1413 wurde die Festung Lemburg des Deutschen Ordens angelegt. Ab dem 15. Jahrhundert bestand eine Kirche. 1577 wurde die Burg von Truppen des dänischen Prinzen Magnus eingenommen.
Die Ortschaft entstand um das Gut Lemburg, das nach der schwedischen Eroberung 1622 eingerichtet wurde. Bereits vor 1613 ist ein lutherischer Pfarrer bezeugt. 1693 bestand eine Gemeindeschule.
Der Landrat des Gouvernements Livland Gustav von Taube wurde 1760 Eigentümer und errichtete größere Parkanlagen. 1766 wurde eine steinerne Kirche erbaut. 1845 und 1846 wechselten viele der ansässigen Bauern die Konfession und schlossen sich der russisch-orthodoxen Kirche an. So entstand in Mālpils eine der ersten (und wenigen) russisch-orthodoxen Gemeinde in Livland.
Nachdem das Herrenhaus Lemburg während der Russischen Revolution 1905 niedergebrannt worden war, begann ein Umbau im klassizistischen Stil nach den Plänen von Wilhelm Bockslaff. 1920 wurde der Besitz enteignet und in 166 Höfe für Neusiedler aufgeteilt. Das Herrenhaus diente als Schule und Erholungsheim für Soldaten.
Nach dem Zweiten Weltkrieg befand sich hier eine Schule für Bautechnik und später die Verwaltung einer Sowchose. In dieser Zeit wuchs die Bevölkerung, die 1935 noch aus 279 Einwohnern bestanden hatte, auf über 2500 an.
Die restaurierten Gutsgebäude wurden 2008 zum 150. Geburtstag des Architekten Bockslaff eröffnet und dienen heute als exklusives Hotel.

## Namensherkunft
Der Ort taucht als Lehmborch (1466), Leemborch (1498), Lemborch (1530) und lettisch Mahlpils (1909) in Urkunden auf.
Die hier ansässigen Liven nannten den Ort lembit-urga, was so viel wie „Häuptlings-Fluss“ bedeutet.  Volksethymologisch machten die deutschen Kreuzritter daraus „Lehmburg“. Die lettische Bezeichnung wiederum ist eine Übersetzung: „Lehm-Burg“ – lettisch Māls-Pils.
Es gibt auch Erzählungen, dass die lettischen Bauern die Burg früher Mārpils nannten, weil ein Mädchen mit dem Namen Māra beim Bau der Burg von den Kreuzrittern mit eingemauert wurde.

## Verkehrsanbindung
Die Staatsstraße P3 (Alauksts – Garkalne) führt in Ost-West-Richtung nördlich am Stadtzentrum vorbei. Die Staatsstraße P8 (Inciems – Sigulda – Ķegums) führt in Nord-Süd-Richtung westlich am Stadtzentrum vorbei. Beide Straßen kreuzen sich im Nordosten des Stadtgebiets. Nach Riga sind es etwa 58 km, nach Sigulda etwa 20 km.
Mālpils verfügt über einen kleinen Busbahnhof mit mehreren täglichen Busverbindungen nach Riga und Sigulda.

## Söhne und Töchter des Orts
- Johann Gottlieb von Wolff (1756–1817), Kurfürstlich-sächsischer Leutnant und Kammerjunker, Landrat und Gutsbesitzer in Livland. Er wurde im heutigen Ortsteil Vite (deutsch: Wittenhof) geboren.
- Gerhard Deeters (1892–1961), deutscher Sprachwissenschaftler